# Isla Albatros
Isla Albatros (en afrikáans: Albatros-Eiland, inglés: Albatross Island) es una pequeña isla en el Atlántico Sur en la costa del diamante de Namibia. Se encuentra a 1,2 km de la parte continental y a 50 km al sur de la localidad de Lüderitz. 
La estrecha isla es de unos 600 m de norte a sur y 100 metros en su punto más ancho. Al norte se encuentra una cadena prolongada de rocas de mar y a 200 metros al oeste de ella esta otra roca.